# Ghost in the Shell: SAC 2045
Ghost in the Shell: SAC_2045 é uma animação de net original japonesa (ONA) baseado no mangá dos anos 80 Ghost in the Shell de Masamune Shirow como uma sub-continuidade ao Stand Alone Complex.
A primeira temporada estreou no dia 23 de abril de 2020 exclusivamente na Netflix em todo o mundo com o áudio japonês. A segunda temporada tem estreia prevista para 2022.
A dublagem em inglês não foi disponibilizado até 3 de maio devido a pandemia da COVID-19 causando o adiamento da produção. A dublagem brasileira teve um atraso devido a pandemia do coronavírus no país e foi disponibilizado somente no dia 10 de agosto de 2020 realizada pela Unidub.

## Enredo
No ano de 2045 após um desastre econômico conhecido como o Padrão Global Simultâneo que destruiu o valor de todas as formas de papel e moeda eletrônica, as 4 Maiores nações do mundo estão envolvidos em um estado de "Guerra Sustentável" sem fim para manter a economia funcionando. Neste mundo, Motoko, Batou e os outros membros da Seção 9 de Segurança Pública contrataram-se como mercenários do grupo "GHOST", usando seus aprimoramentos cibernéticos e experiência de batalha para ganhar a vida enquanto desativa os pontos fortes em todo o mundo. Entretanto, a emergência dos "Pós-Humanos" e uma conspiração descoberta pelo ex-chefe Aramaki força a Seção 9 a se reunir.

## Produção
Kodansha e Production I.G anunciaram no dia 7 de abril de 2017 que Kenji Kamiyama e Shinji Aramaki estariam co-dirigindo uma nova produção do anime Ghost in the Shell (Kōkaku Kidōtai). No dia 7 de dezembro de 2018, foi relatado pela Netflix que adquiriram os direitos de streaming mundial para a animação original da net da série em anime intitulado de Ghost in the Shell: SAC_2045 e que sua estreia está prevista pro dia 23 de abril de 2020. A série será em computação gráfica 3D e a Sola Digital Arts estará colaborando com a Production I.G no projeto. Foi depois revelado que Ilya Kuvshinov se encarregará no design dos personagens. Foi declarado que a série terá duas temporadas com 12 episódios cada, com a segunda prevista para 2022.
Em julho de 2021, foi anunciado que a primeira temporada seria adaptado em um filme compilado, que estreou em 12 de novembro de 2021.

## Elenco de voz
| Personagens        | Dublagem japonesa | Dublagem brasileira   |
| ------------------ | ----------------- | --------------------- |
| Motoko Kusanagi    | Atsuko Tanaka     | Samira Fernandes      |
| Daisuke Aramaki    | Osamu Saka        | Luiz Carlos de Moraes |
| Batou              | Akio Otsuka       | Francisco Júnior      |
| Togusa             | Kōichi Yamadera   | Alexandre Marconato   |
| Ishikawa           | Yutaka Nakano     | Ricardo Vasconcelos   |
| Saito              | Tōru Ōkawa        | Wilken Mazzei         |
| Paz                | Takashi Onozuka   | Rodrigo Araújo        |
| Borma              | Taro Yamaguchi    | Vanderlan Mendes      |
| Tachikoma          | Sakiko Tamagawa   | Thayná Marçal         |
| Purin Esaki        | Megumi Han        | Michelle Giudice      |
| Standard           | Kenjiro Tsuda     | Felipe Grinnan        |
| John Smith         | Kaiji Soze        | Fábio Azevedo         |
| Kurisu Otomo Teito | Shigeo Kiyama     | Nestor Chiesse        |